# 2244 Tesla
2244 Tesla este un asteroid din centura principală, descoperit pe 22 octombrie 1952 de Milorad Protić.